# Fissidens rochensis
Fissidens rochensis är en bladmossart som beskrevs av Brotherus in Urban 1903. Fissidens rochensis ingår i släktet fickmossor, och familjen Fissidentaceae. Inga underarter finns listade i Catalogue of Life.